# Valentino Orsini
Valentino Orsini (Pisa, 19 de enero de 1927 – Cerveteri, 26 de enero de 2001) fue un director de cine italiano.

## Biografía
Después de diferentes incursiones en diferentes facetas artísticas (fue escultor, escenógrafo y crítico de cine) en su ciudad natal, en 1954 Valentino Orsini dirigió junto a los Paolo y Vittorio Taviani (nacidos ambos en las ciudad de San Miniato) el documental San Miniato: luglio 1944. Después de otros documentales, la mayoría con los hermanos Taviani, realizó sus primeras películas de ficción en 1962 y en 1963, ambas con los dos hermanos. Después de otros documentales, Orsini dirigió su primera película de ficción I dannati della terra llegó en 1969. A pesar de que su filmografía de ficción (al contrario que la de documentales) fue escasa, Orsini es considerado por su papel en la renovación del cine de Italia en los sesenta y setenta, afrontando temas como las luchas campesinas en Sicilia, el divorcio, los países subdesarrollados. En sus últimas películas su compromiso civil estuvo menos presente.
Durante varios años, fue el profesor de dirección de cine en la Escuela Nacional de Cine, Centro Sperimentale di Cinematografia en Roma, Italia. Entre sus alumnos figuran Gabriele Muccino, Francesca Archibugi, Fausto Brizzi, Salvatore Mereu, Giuseppe Petitto o Paolo Franchi.

## Filmografía
- Hay que quemar a un hombre (Un uomo da bruciare) (1962): en colaboración con Paolo y Vittorio Taviani
- I fuorilegge del matrimonio (1963) (en colaboración con Paolo y Vittorio Taviani]]
- I dannati della terra (Italy, 1969)
- Corbari (Italy, 1970)
- El amante de la Osa Mayor (L'amante dell'orsa maggiore)  (1971)
- Uomini e no (1980)
- Figlio mio, infinitamente caro... (1985)